# Сингида (регион)
Сингида е един от 26-те региона на Танзания. Разположен е в централната част на страната. Площта на региона е 49 341 км². Населението му е 1 370 637 жители (по преброяване от август 2012 г.). Столица на региона е град Сингида. Регион Сингида е един от най-бедните танзанийски региони.

## Окръзи
Регион Сингида е разделен на 4 окръга: Ирамба, Маниони, Сингида - градски и Сингида - селски.